# Drôles d'oiseaux sur une ligne à haute tension
Pour les articles homonymes, voir Drôles d'oiseaux.
 (juillet 2025).
Pour plus de détails, voir Fiche technique et Distribution.
Drôles d'oiseaux sur une ligne à haute tension est un court-métrage d'animation américain des studios Pixar réalisé par Ralph Eggleston en 2000.

## Synopsis
Le court métrage commence par l'apparition de deux oiseaux sur une ligne téléphonique entre deux pylônes. Peu à peu, d'autres se joignent au petit groupe et tout le monde commence à se battre pour conserver sa place sur le fil mais plus ils se battent, plus les distances entre eux se font minimes, obligeant donc les oiseaux à s'amasser au centre du fil tendu qui commence à tomber sous leur poids. Dans le même temps, un volatile beaucoup plus grand commence à s'approcher, souriant et amical. Son plumage coloré et étrange, une huppe sur la tête va lui valoir des moqueries poussées de ses congénères mais le gros volatile n'en démord pas et insiste dans sa volonté de conquérir la sympathie et l'amitié des plus petits. Il se lance alors sur le fil, augmentant ainsi la tension, celui-ci continuant à tomber de plus en plus, si bien que tous les oiseaux se retrouvent emportés par le trou formé par le volatile sur le fil, formant ainsi deux ailes à l'étrange oiseau, tout sourire. Mais les petits oiseaux ne voient pas les choses ainsi : ils profitent de ce que le volatile est tombé, ne se retenant au fil que par ses pattes, pour piquer ses doigts de leur bec afin de le faire tomber. Mais lorsque celui-ci tombe enfin, tous sont expédiés dans les airs par la tension du fil et retombent au sol à côté du gros volatile, sans plumes nus comme des vers, entraînant l'hilarité de l'étrange oiseau.

## Fiche technique
- Titre : Drôles d'oiseaux sur une ligne à haute tension
- Titre original : For the Birds
- Réalisation et scénario : Ralph Eggleston
- Production : John Lasseter
- Société de production : Pixar
- Format : Couleurs
- Durée : 3 minutes 25 secondes
- Musique : Tom Myers[1]
- Animation : James Ford Murphy (chef de l’animation)
- Distribution : Walt Disney Pictures

## Distinctions
- Festival international du film de Catalogne - Prix du meilleur cout métrage d'animation 2000
- Annie Award - Prix de l'exploit exceptionnel concernant un sujet de film d'animation 2000
- Festival d'animation de Vancouver - Prix du meilleur cout-métrage animé en 3D 2001
- Festival d'animation d'Anima Mundi - 2 Prix du meilleur film 2001
- Oscar du cinéma - Oscar du meilleur court-métrage d'animation 2002

## Remarques
- Le film a été projeté en première partie du long métrage Monstres et Cie lors de la distribution de ce dernier. (Titre 3/30: Chapitre 1/2)

Langues en Dolby Digital 5.1: Français, Anglais, Néerlandais, Flamand
Sous-Titres: Français, Anglais, Néerlandais, Anglais pour les sourds
- Les oiseaux du court-métrage apparaissent de manière très rapide posés sur une ligne téléphonique à la 17e minute de Cars. Ils sont d'ailleurs les seuls êtres vivants du film d'animation, dont tous les autres personnages sont des véhicules.
- Un des bateaux présents dans Le Monde de Nemo porte le nom du court-métrage en anglais For the Birds, en référence à ce court-métrage.
- Le réalisateur Ralph Eggleston prête sa voix au gros volatile bleu.
- Les quatre premiers oiseaux à apparaître sur la ligne téléphonique possèdent un nom. De gauche à droite, on a: Chipper, Bully, Snob et Neurotic. Vus de près et attentivement, les caractéristiques de leurs prénoms apparaissent explicitement.
- Drôles d'oiseaux sur une ligne à haute tension fut la dernière production Pixar complétée à Richmond avant le déménagement du siège central à Emeryville en Californie.
- Au début du court-métrage, le ciel bleu et des nuages blancs reprennent la forme de ceux de la tapisserie vue au début du long-métrage Toy Story.